# Madonna di Tobet
La Madonna di Tobed, Vergine di Tobed con il futuro Enrico II di Castiglia, sua moglie Juana Manuel ei loro figli o, in breve, la Vergine Tobed  è un dipinto della bottega del pittore spagnolo-catalano Jaume Serra realizzato circa nel 1359-1362 e conservato nel Museo del Prado di Madrid in Spagna. Faceva parte di un gruppo di dodici pezzi spagnoli medievali e del primo Rinascimento che José Luis Várez Fisa e la sua famiglia hanno donato nel 2013 al Museo del Prado, considerato il più prezioso del set.

## Storia
Il dipinto proviene dal presbiterio dalla chiesa di Santa Maria di Tobed, a navata unica e abside rettilinea con tre cappelle, per la quale la bottega di Serra realizzò due pale d'altare. Di quella centrale, dedicata alla testa del tempio, è sopravvissuta solo questa tavola. I lati erano dedicati alla Maddalena e a san Giovanni Battista. Della prima rimane solo la traversa con la panca corrispondente, anch'essa di proprietà del Prado dal 1965. Del San Giovanni Battista, il Prado ha da quello stesso anno una traversa con la panca (le tre sono le uniche opere del pittore che ha la pinacoteca), un altro lato, incompleto, è distribuito tra il Museo Diocesano di Barcellona e una collezione privata, mentre il pannello centrale è nel Museo Maricel di Sitges. 
Carmen Lacarra attribuì le tre pale d'altare al pittore Jaume Serra, che era allora all'inizio della sua carriera, mentre la bottega di famiglia era ancora diretta dal fratello Francesc, attribuzione che è stata tradizionalmente accettata, anche se nel 1986 José Gudiol e Santiago Alcolea Blanch ha sollevato al suo posto la paternità di Ramón Destorrents.

## Descrizione
Il dipinto mostra la Madonna del Latte o Madonna che allatta con Gesù Bambino. Appare anche il donatore, che dà anche importanza storica all'opera in quanto si tratta di Enrico di Trastámara, figlio illegittimo del re Alfonso XI di Castiglia, futuro Enrico II di Castiglia e primo re di quella dinastia, che il pittore rappresentò insieme alla moglie, Giovanna Manuele, il loro figlio, il futuro Giovanni I di Castiglia e una figlia.
Enrico e sua moglie commissionarono i tre pannelli alla bottega di Serra durante il loro soggiorno in Aragona. Enrico di Trastámara, come suo figlio, è ritratto come re di Castiglia, anche se al momento dell'opera non lo era ancora (la sua proclamazione era nel 1366 ed effettivamente lo era solo nel 1369, dopo aver ucciso accoltellando il fratellastro Pietro I di Castiglia.  
Con la sua inclusione nel Prado, diventa il più antico ritratto reale nella collezione del museo.

### Esplicative
1. ↑   Inoltre, ha anche La Vergine dell'Umiltà con donatore , P02676, attribuita ai fratelli Serra e Ramón Destorrents. 5.

### Bibliografiche
1. ↑  (ES) Várez Fisa tendrá una sala en el Prado tras donar 12 obras de los siglos XIII al XV, su abc.es, 23 gennaio 2013. URL consultato il 18 gennaio 2022.
2. ↑  (ES) El Museo del Prado recibe una importante donación de obras de la colección Várez Fisa en un acto presidido por el presidente del Gobierno, su museodelprado.es, 30 gennaio 2013. URL consultato il 18 gennaio 2022.
3. ↑  (ES) Obras comentadas: Sala Várez Fisa. Una donación al Museo del Prado, su museodelprado.es. URL consultato il 18 gennaio 2022.
4. 1 2  (ES) Serra, Jaume, su museodelprado.es. URL consultato il 18 gennaio 2022.
5. ↑  (ES) Corren tiempos de mecenas: doce joyas del arte medieval, regaladas al Museo del Prado, su 20minutos.es, 29 gennaio 2013. URL consultato il 18 gennaio 2022.